# ФК Корона Кјелце
ФК Корона је пољски фудбалски клуб из града Кјелце. Надимак им је круне због симбола града. Клупске боје су им жута и црвена. Због финансијских малверзација играју у другој лиги, иако су прошле године били 6. у првој лиги. Играли су у првој лиги од 2005. до 2008. године.

## Историја
Основани су 1973. фузијом Искре и СХЛ Кјелце. Наступали су у трећој лиги до краја 90-их уз неколико испадања. Сан се остварује када Нида Гипс постаје спонзор до 2002. године, када Колпортер постаје спонзор. 2005. улазе у 1. лигу по први пут. Деби је био против ФК Краковија уз резултат 0-0. Били су 2006. пети, 2007. седми а 2008. шести, али су испали због корупционе афере. 

## Састав тима
| Бр. |        | Позиција | Играч            |
| --- | ------ | -------- | ---------------- |
|     | Пољска | Г        | Радослав Чержњак |
|     | Пољска | Н        | Адам Мојта       |
|     | Бразил | С        | Ернани           |
|     | Пољска | С        | Павел Сасин      |
|     | Пољска | С        | Лукаш Шумонијак  |
|     | Пољска | О        | Павел Кал        |
|     | Пољска | С        | Мариуш Згањеч    |
|     | Пољска | С        | Пјотр Миштал     |

| Бр. |        | Позиција | Играч             |
| --- | ------ | -------- | ----------------- |
|     | Пољска | Н        | Пјотр Гонвецки    |
|     | Пољска | О        | Камил Радуљ       |
|     | Пољска | О        | Михал Трешакјевич |
|     | Бразил | Г        | Андрадина         |
|     | Пољска | О        | Павел Крољ        |
|     | Пољска | О        | Марек Фундаковски |
|     | Пољска | С        | Јацек Кјелб       |
|     | Пољска | О        | Павел Соболевски  |

## Највиши домети
- 5. место у Екстракласа 2006
- Финале купа 2007.